# Hypagyrtis piniata
Hypagyrtis piniata, conocida (en inglés) como "gusano medidor de pino", es una especie de polilla de la familia Geometridae. La especie fue descrita por primera vez por William Warren en 1907. La polilla ha sido descrita solamente en el sur de Canadá y el norte de Estados Unidos.

## Descripción
Las alas son de color marrón grisáceo, salpicadas uniformemente de negro. Cuenta con manchas discales negras en todas las alas. Carece del sombreado marrón anaranjado frecuente de su género y una mancha irregular blanca en el área subterminal del ala anterior. El margen del ala posterior se ve festoneado.
La oruga madura mide hasta 27 milímetros (1,1 plg) de largo. La cabeza es color marrón claro con moteado oscuro. El cuerpo es marrón rojizo claro.

## Ciclo de vida
Hypagyrtis piniata es una defoliadora solitaria, común e inocua. Completan una generación por año y pasa el invierno como larva. Las larvas se vuelven activas en la primavera y se alimentan hasta junio o julio. La pupación ocurre en julio y agosto. Los adultos emergen de julio a agosto. Los huevos eclosionan poco después y las larvas se alimentan hasta principios del otoño.

## Ecología

### Alimentación
Los principales huéspedes de Hypagyrtis piniata son el abeto de Douglas, la tsuga del Pacífico, la pícea de Engelmann y la pícea blanca. Otros huéspedes incluyen el alerce occidental, el alerce, el pino contorta, el pino blanco occidental, el pino ponderosa, el cedro rojo occidental y el abeto subalpino.

## Taxonomía
Es una polilla de taxonomía dudosa en base a la coloración, la morfologia genital y otros sistemas de clasificación clásicos. La especie H. piniata es una especie de América del Norte con preferencia por la coníferas presentes en zonas del norte del país y el sur de Canadá. Su variante hacia las regiones áridas y comunidades costera del sur de Estados Unidos donde los pinos son la principal planta alimenticia es la Hypagyrtis esther.